# Lago Fuxian
El lago Fuxian (en chino tradicional, 抚仙湖; pinyin, Fǔxiān hú) de agua dulce de China, el segundo más profundo del país, localizado en la provincia de Yunnan, a 60 kilómetros al sureste de Kunming, cerca de Yuxi. El lago está situado a 1.700 metros sobre el nivel del mar y tiene una superficie de 212 km², siendo el tercer lago más extenso de la provincia (después del Dian y 
Erhai). Su ancho máximo es de 11.5 km y está conectado con el lago Xingyun a través de un río. Su profundidad es de 151,5 m. Dentro del lago se encuentra la isla de Gushan. El lago no está contaminado.

## Ciudad bajo el lago
En una expedición al lago el 24 de junio de 2006 se descubrieron tres estructuras arquitectónicas similares a las pirámides mayas. Se descubrió una pirámide de 19 m de altura con una base de 90 m de lado; además, las imágenes obtenidas muestran también a un conjunto arquitectónico de 2.4 km² y compuesto en total de ocho edificaciones. 
Una de ellas tiene forma circular y cuenta con una base de 37 m, mientras que las otras dos, de mayor tamaño, están conectadas entre sí por un corredor de piedra de 300 m de largo.
Los arqueólogos creen que las arquitecturas son de una ciudad antigua de hace aproximadamente 2.000 años, la cual se le conoce como la Atlántida china. La ciudad fue creada en las Dinastía Qin y Dinastía Han.
Según algunas teorías, podría ser Yuyuan, desaparecida misteriosamente.
El lago está situado en una zona sísmica, lo que lleva a suponer que la ciudad pudo ser tragada por las aguas tras un terremoto.